# Maksud Mammadov
Maksud Davud oglu Mammadov (en azerí: Maqsud Davud oğlu Məmmədov; Gəncə, 30 de mayo de 1929) fue un bailarín y coreógrafo  azerbayano, Artista del pueblo de la RSS de Azerbaiyán.

## Biografía
Maksud Mammadov nació el 30 de mayo de 1929 en la ciudad de Gəncə. En 1950 se graduó de la Academia estatal de coreografía de Moscú. En la academia conoció a su futura esposa, bailarina de ballet y coreógrafa Rafiga Akhundova. 
En 1951 Maksud Mammadov se convirtió en el principal solista del  Teatro de Ópera y Ballet Académico Estatal de Azerbaiyán. En 1972-1973, junto con su esposa, trabajó como coreógrafo y profesor en Argelia.
Maksud Mammadov fue galardonado con la Orden Shohrat en 2019.

## Premios y títulos
- Artista de Honor de la RSS de Azerbaiyán (1955)
- Orden de la Bandera Roja del Trabajo (1959)
- Artista del pueblo de la RSS de Azerbaiyán (1970)
- Orden Shohrat (2019)